# Suani Ben Adem
Suani Ben Adem (in arabo سواني بن آدم‎?, Suwānī ben Ādam) è un centro abitato della Libia, nella regione della Tripolitania.